# Begraafplaats van Abscon
de begraafplaats van Abscon is een gemeentelijke begraafplaats gelegen in de plaats Abscon het Franse Noorderdepartement.
De begraafplaats telt een Brits Eerste Wereldoorlog-graf dat wordt onderhouden door de Commonwealth War Graves Commission, die de begraafplaats heeft ingeschreven als Abscon Communal Cemetery.